# Championnat du Japon de football de deuxième division
Le Championnat du Japon de football de deuxième division, communément appelé Meiji Yasuda J2 League (安田明治J2リーグ, Yasuda Meiji J2 rīgu), en anglais, est une compétition de football qui est pour le Japon le deuxième échelon national.

## Histoire

### Phases du football japonais de deuxième division

#### Époque amateur (jusqu'en 1999)
En 1992, à la suite de la formation de la J.League, la deuxième division de la JSL a été rebaptisée en JFL (Japan Football League).
Au fur et à mesure que la J.League augmentait en nombre, le besoin d'un autre deuxième niveau avec promotion et relégation s'est fait sentir, à mesure que le nombre de clubs qui voulaient devenir professionnels augmentait.

#### La professionnalisation (1999-2004)
L'infrastructure de la ligue a été fortement modifiée en 1999. La nouvelle division a acquis neuf clubs de la JFL semi-professionnelle et un club relégué de la J.League pour créer un système à deux divisions.. L'élite est devenue la J1 League avec 16 clubs tandis que la J2 League a été lancée avec dix clubs en 1999.
La ligue a également commencé à suivre les formats de jeu européens, au fil du temps. Au cours des trois premières saisons (1999-2001), les matchs ont été joués avec des prolongations pour les matches de championnat réguliers s'il n'y avait pas de vainqueur à la fin du règlement.
Le temps supplémentaire a été aboli en 2002, et la ligue a adopté le système de points standard 3-1-0.

#### Période d'expansion (2004-2009)
À mesure que le nombre de clubs augmentait, le format de la ligue est passé de quatre aller retour à un format de triple aller retour. Celui-ci a été adopté lors de la saison 2008 avec 15 clubs et de la saison 2009 avec 18 clubs. En 2009, la ligue J2 a également vu une augmentation des créneaux de promotion à trois, pour accueillir la ligue de dix-huit clubs. En conséquence, la série de promotion/relégation , qui permettait aux clubs J2 troisièmes de se battre pour les créneaux J1 pour la saison suivante, a été abolie, après son introduction lors de la saison 2004.

#### Fin de l'expansion et Playoffs J2 (2012-)
Lorsque la ligue a atteint 22 clubs, deux nouveaux règlements ont été introduits. Seuls les deux meilleurs clubs obtiennent une promotion automatique, tandis que les clubs du 3e au 6e sont entrés en séries éliminatoires pour la troisième place de promotion finale.
- L'équipe troisième au classement affrontera l'équipe sixième, et l'équipe quatrième affrontera la cinquième, comme dans les ligues européennes ; cependant, contrairement à ces ligues, le tour sera un seul match, à domicile de l'équipe la mieux classée.
- Les vainqueurs des deux matches se rencontrent à domicile de l'équipe la mieux classée, ou potentiellement dans un lieu neutre. Le vainqueur de ce match est promu en J1.
- Dans tous les matches, en cas d'égalité après le temps réglementaire, l'équipe qui a terminé la saison avec le meilleur classement au classement sera considérée comme la gagnante, il n'y aura donc pas de prolongation et/ou de tirs au but.
- Si les équipes inéligibles à la promotion ont terminé au-dessus de la sixième place, elles ne seront pas autorisées à participer aux séries éliminatoires.

À partir de 2012, au plus deux clubs peuvent être relégués au niveau inférieur (pour la saison 2012 uniquement, la Japan Football League devient la J3 League), en fonction de la fin de cette ligue.

## Format
La J2 regroupe 22 équipes, les rencontres se jouent de mars à mi-décembre. Les clubs se rencontrent deux fois dans la saison avec un total de 42 journées.
Les deux premières équipes sont directement promus en première division. Des play-off sont organisées entre les équipes ayant terminé entre la 3e et 6e place du championnat afin de disputer les demi-finale pour la dernière place pour être promu.

## Palmarès
| Saison | Champion                       | Vice-champion       | Meilleur(s) buteur(s) | Buts |
| ------ | ------------------------------ | ------------------- | --------------------- | ---- |
| 1999   | Kawasaki Frontale              | FC Tokyo            | Takuya Jinno          | 19   |
| 2000   | Consadole Sapporo              | Urawa Red Diamonds  | Emerson Sheik         | 31   |
| 2001   | Kyoto Purple Sanga             | Vegalta Sendai      | Marcos                | 34   |
| 2002   | Oita Trinita                   | Cerezo Osaka        | Marcus                | 19   |
| 2003   | Albirex Niigata                | Sanfrecce Hiroshima | Marcus                | 32   |
| 2004   | Kawasaki Frontale (2)          | Omiya Ardija        | Juninho               | 37   |
| 2005   | Kyoto Purple Sanga (2)         | Avispa Fukuoka      | Paulinho              | 22   |
| 2006   | Yokohama FC                    | Kashiwa Reysol      | Borges                | 26   |
| 2007   | Consadole Sapporo (2)          | Tokyo Verdy 1969    | Hulk                  | 37   |
| 2008   | Sanfrecce Hiroshima            | Montedio Yamagata   | Hisato Satō           | 28   |
| 2009   | Vegalta Sendai                 | Cerezo Osaka        | Shinji Kagawa         | 27   |
| 2010   | Kashiwa Reysol                 | Ventforet Kōfu      | Mike Havenaar         | 20   |
| 2011   | FC Tokyo                       | Sagan Tosu          | Yohei Toyoda          | 23   |
| 2012   | Ventforet Kōfu                 | Shonan Bellmare     | Davi                  | 32   |
| 2013   | Gamba Osaka                    | Vissel Kobe         | Kempes                | 22   |
| 2014   | Shonan Bellmare                | Matsumoto Yamaga FC | Masashi Oguro         | 26   |
| 2015   | Omiya Ardija                   | Júbilo Iwata        | Jay Bothroyd          | 20   |
| 2016   | Hokkaido Consadole Sapporo (3) | Shimizu S-Pulse     | Jong Tae-se           | 26   |
| 2017   | Shonan Bellmare (2)            | V-Varen Nagasaki    | Ibba Laajab           | 21   |
| 2018   | Matsumoto Yamaga FC            | Oita Trinita        | Genki Omae            | 24   |
| 2019   | Kashiwa Reysol (2)             | Yokohama FC         | Leonardo              | 28   |
| 2020   | Tokushima Vortis               | Avispa Fukuoka      | Peter Utaka           | 22   |
| 2021   | Júbilo Iwata                   | Kyoto Sanga FC      | Lukian                | 22   |
| 2022   | Albirex Niigata (2)            | Yokohama FC         | Koki Ogawa            | 26   |
| 2023   | FC Machida Zelvia              | Júbilo Iwata        | Juanma                | 26   |
| 2024   | Shimizu S-Pulse                | Yokohama FC         | Hiiro Komori          | 23   |

## Bilan par club
Le tableau suivant liste les clubs vainqueurs du championnat du Japon et, pour chaque club, le nombre de titre(s) remporté(s) et les années correspondantes par ordre chronologique.
| Rang | Clubs                      | 2025        | Titre(s) | Année(s)         |
| ---- | -------------------------- | ----------- | -------- | ---------------- |
| 1    | Hokkaido Consadole Sapporo | J. League 2 | 3        | 2000, 2007, 2016 |
| 2    | Kawasaki Frontale          | J. League   | 2        | 1999, 2004       |
| 2    | Kyoto Sanga FC             | J. League   | 2        | 2001, 2005       |
| 2    | Shonan Bellmare            | J. League   | 2        | 2014, 2017       |
| 2    | Kashiwa Reysol             | J. League   | 2        | 2010, 2019       |
| 2    | Albirex Niigata            | J. League   | 2        | 2003, 2022       |
| 7    | Oita Trinita               | J. League 2 | 1        | 2002             |
| 7    | Yokohama FC                | J. League   | 1        | 2006             |
| 7    | Sanfrecce Hiroshima        | J. League   | 1        | 2008             |
| 7    | Vegalta Sendai             | J. League 2 | 1        | 2009             |
| 7    | FC Tokyo                   | J. League   | 1        | 2011             |
| 7    | Ventforet Kōfu             | J. League 2 | 1        | 2012             |
| 7    | Gamba Osaka                | J. League   | 1        | 2013             |
| 7    | Omiya Ardija               | J. League 2 | 1        | 2015             |
| 7    | Matsumoto Yamaga FC        | J. League 2 | 1        | 2018             |
| 7    | Tokushima Vortis           | J. League 2 | 1        | 2020             |
| 7    | Júbilo Iwata               | J. League   | 1        | 2021             |
| 7    | FC Machida Zelvia          | J. League   | 1        | 2023             |
| 7    | Shimizu S-Pulse            | J. League   | 1        | 2024             |

## Logo

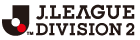
1999-2014
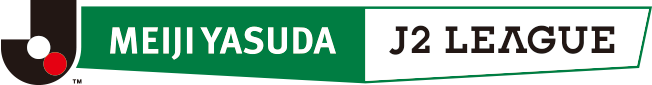
2015-2018
Depuis 2019-